# HMMJ 3 und 4
Die Dampflokomotiven HMMJ 3 und 4 der schwedischen Hallsberg-Motala-Mjölby Järnväg (HMMJ) waren Schlepptender-Dampflokomotiven, die von Dübs and Company in Glasgow mit den Fabriknummern 790 und 791 gebaut und im Mai 1875 geliefert wurden.

## Geschichte
Am 15. Dezember 1873 wurde die 96 Kilometer lange normalspurige Hallsberg-Motala-Mjölby-Järnväg eröffnet. Die Konzession war am 3. November 1871 erteilt worden. Das Grundkapital betrug 1.400.000 Kronen, wovon Motala Verkstad der größte Anteilseigner war.
Von Anfang an hatte das Unternehmen finanzielle Probleme. Die geplanten Einnahmen blieben größtenteils aus, so dass die HMMJ Schwierigkeiten hatte, ihre Schulden zu bezahlen. 1879 ging HMMJ bankrott. Am 1. November 1879 übernahm der schwedische Staat die Gesellschaft und gliederte sie in die Organisation der Sveriges Statsbanor, der späteren SJ, ein. Dies war die erste Verstaatlichung der schwedischen Eisenbahngeschichte.
Die insgesamt acht Dampflokomotiven der Gesellschaft, darunter die Nummern 3 und 4, wurden von SJ übernommen.

## SJ S (I)
Nach der Verstaatlichung der HMMJ 1879 wurden die beiden Lokomotiven als Baureihe S bezeichnet und erhielten Namen sowie die Ordnungsnummern 283 (Mora) und 284 (Leksand).

## SJ Sa (I)
1898 wurde die Baureihenbezeichnung in Sa geändert. Die Abstellung erfolgte 1901 und Verschrottung 1903.